# 예지 스콜리모프스키
예지 스콜리모프스키(폴란드어: Jerzy Skolimowski, 1938년 5월 5일 - )는 폴란드의 영화 감독, 영화 감독, 영화 프로듀서, 영화 각본가, 배우, 화가이다.

## 활동
미국 캘리포니아주 로스앤젤레스에서 화가로 활동하다가 폴란드로 귀향하여 2008년 《안나와의 나흘밤》을 개봉하며 17년의 공백기를 깼다.

## 작품 목록
- 백야
- 비엔나전투 1683 - 얀 3세 소비에스키 역
- 당나귀 EO